# Комахидзе, Мамия Эседович
Мамия Эседович Комахидзе (1906—1980) — грузинский советский хирург, академик АМН СССР (1971).

## Биография
Родился в 1906 году.
В 1930 году — окончил медицинский факультет Тбилисского университета, затем работал ассистентом кафедры нормальной анатомии, учился в аспирантуре на кафедре госпитальной хирургии Тбилисского медицинского института.
В годы ВОВ — ведущий хирург эвакогоспиталя в Тбилиси.
В 1943 году — защитил докторскую диссертацию на тему о хирургии селезенки.
После окончания Великой Отечественной войны он вернулся на кафедру госпитальной хирургии.
В 1950 году — присвоено учёное звание профессора.
С 1960 года — заведующий кафедрой и одновременно заведующий отделом экспериментальной анатомии Института экспериментальной морфологии АН Грузинской ССР (1946—1960), научный консультант и руководитель группы АМН СССР по изучению микроциркуляторных расстройств при терминальных состояниях и главным хирургом М3 Грузинской ССР (1964—1971).
Похоронен в Тбилиси, на Сабурталойском пантеоне, с женой Джавахишвили Н. А. Его именем названа улица в Батуми и Кобулети.

## Научная деятельность
Автор свыше 300 научных работ, в том числе 31 монографии, посвященных вопросам клинической и экспериментальной хирургии.
Вел исследования артерий и капиллярных сетей пищевода, желудка, кишечника и их перестройка в эксперименте, что создало теоретическую основу для выработки новых методов оперативных вмешательств, особенно пластических. Многие его работы посвящены повреждению сосудов, лечению травматических аневризм, тромбоэмболии, вопросам лечения ранений сердца, в частности венечных артерий, а также хирургического лечения коронарной недостаточности. Ряд его работ посвящен профузным гастродуоденальным кровотечениям, клинике и хирургическому лечению болезней оперированного желудка, хирургии язвенной болезни, печени, опухолям кишечника, травме живота, кишечным свищам, полипозу, раку желудка, а также хирургической инфекции, хирургии эндокринных желез, истории медицины.
Под его руководством подготовлено около 70 диссертаций, в том числе 16 докторских.
Состоял действительным членом Международного общества хирургов и почетным членом Международного общества сердечно-сосудистой хирургии, председателем Республиканского общества хирургов Грузии, членом правления Всесоюзного общева хирургов, почетным членом хирургических обществ Украины, Армении и Чехословакии.

### Сочинения
- Хирургия селезенки, Тбилиси, 1959 (на груз, яз.);
- Профузные гастродуоденальные кровотечения, Тбилиси, 1961 (совм, с Ахметели Т. И.);
- Хирургия печени, Тбилиси, 1963 (совм, с Сирия Т. И., на груз, яз.);
- Сосуды сердца, М., 1967 (совм, с Джавахишвили Н. А.);
- Опухоли кишечника, Тбилиси, 1972 (совм, с Хомерики Г.);
- Вопросы хирургической гериатрии острых заболеваний органов брюшной полости, Тбилиси, 1976 (совм, с Долидзе Н. Г.).

## Награды
- Орден Ленина
- Орден Трудового Красного Знамени
- Орден Красной Звезды
- Орден «Знак Почёта»
- Заслуженный деятель науки Грузинской ССР (1961)
- Государственная премия Грузинской ССР (1975)